# Kurt Rosenwinkel

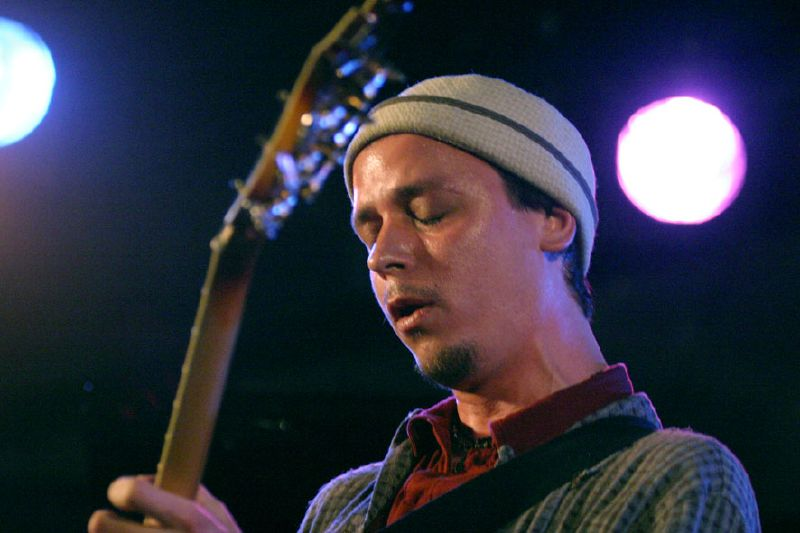
Kurt Rosenwinkel in 2008

Kurt Rosenwinkel (Philadelphia, 28 oktober 1970), is een Amerikaans jazzgitarist die bekendheid verwierf in de jaren '90. 
Rosenwinkel ziet zich in zijn stijl beïnvloed door gitaristen als Pat Metheny en John Scofield. In zijn uitgesponnen spel laten zich ook invloeden van Lennie Tristano herkennen. Zijn opleiding ontving hij op het Berklee College of Music te Boston, waarna hij in de leer ging bij Gary Burton. Later speelde hij in Paul Motian's Electric Bebop Band. Rosenwinkel woont tegenwoordig in Berlijn.

## Enkele platen
- Kurt Rosenwinkel Trio - East Coast Love Affair (1996)
- Kurt Rosenwinkel Quartet - Intuit (1998)
- Kurt Rosenwinkel - The Enemies of Energy (1999)
- Kurt Rosenwinkel - The Next Step (2000)
- Jakob Dinesen / Kurt Rosenwinkel - Everything Will Be Allright (2002)
- Kurt Rosenwinkel - Heartcore (2003)
- Kurt Rosenwinkel - Deep Song (2005)
- Kurt Rosenwinkel - Our Secret World (2010)

- Bibsys: 5029133
- Bibliothèque nationale de France: cb14031464x (data)
- Gemeinsame Normdatei: 131666681
- International Standard Name Identifier: 0000 0001 1441 4704
- Library of Congress Control Number: no99047024
- MusicBrainz: fc43556b-9657-4680-8809-e50295380f98
- Nationale Bibliotheek van Tsjechië: xx0014134
- Nationale Bibliotheek van Israël: 987007401245405171
- Nederlandse Thesaurus van Auteursnamen: 32181648X
- Réseau des bibliothèques de Suisse occidentale: 02-A006122288
- Système universitaire de documentation: 086949810
- Virtual International Authority File: 34657353
- WorldCat: E39PBJfCpQ98thJhr3vwW3bmVC